# 八坂神社
35°00′13″N 135°46′43″E / 35.00361°N 135.77861°E
八坂神社（やさかじんじゃ），日本全國約有3,000多間，其位於京都的是八坂神社之總本社，因位於祇園，於是又名祇園神社（祇園さん）。總本社位於日本京都府京都市東山區的神社。為二十二社，舊社格為官幣大社（現神社本廳的別表神社）。
總本社祇園祭為日本最大的祭典之一，也是京都香火最旺的神社之一。
總本社建於西元656年，原為天台宗比叡山的祇園感神院，至1868年的神佛分離後更名為「八坂神社」。祇園神社祭祀日本神話中的素戔嗚尊、奇稻田姫命、八柱御子神，其能劇舞台上展演素戔嗚尊砍大蛇的戲碼。

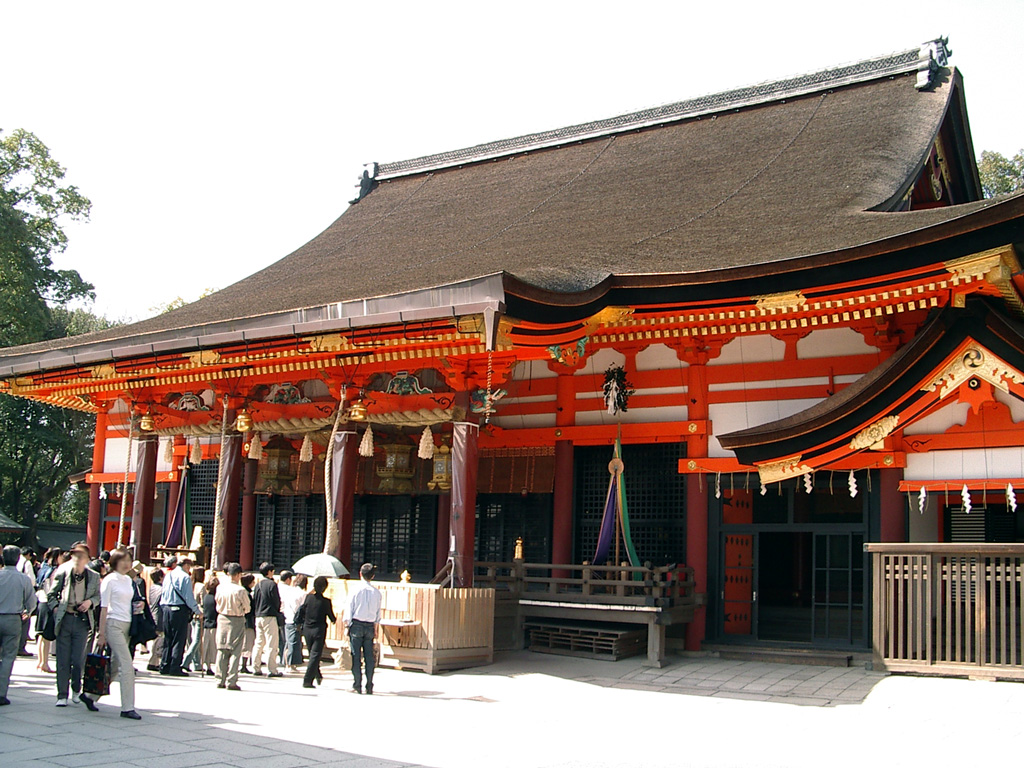
本殿（國寶）

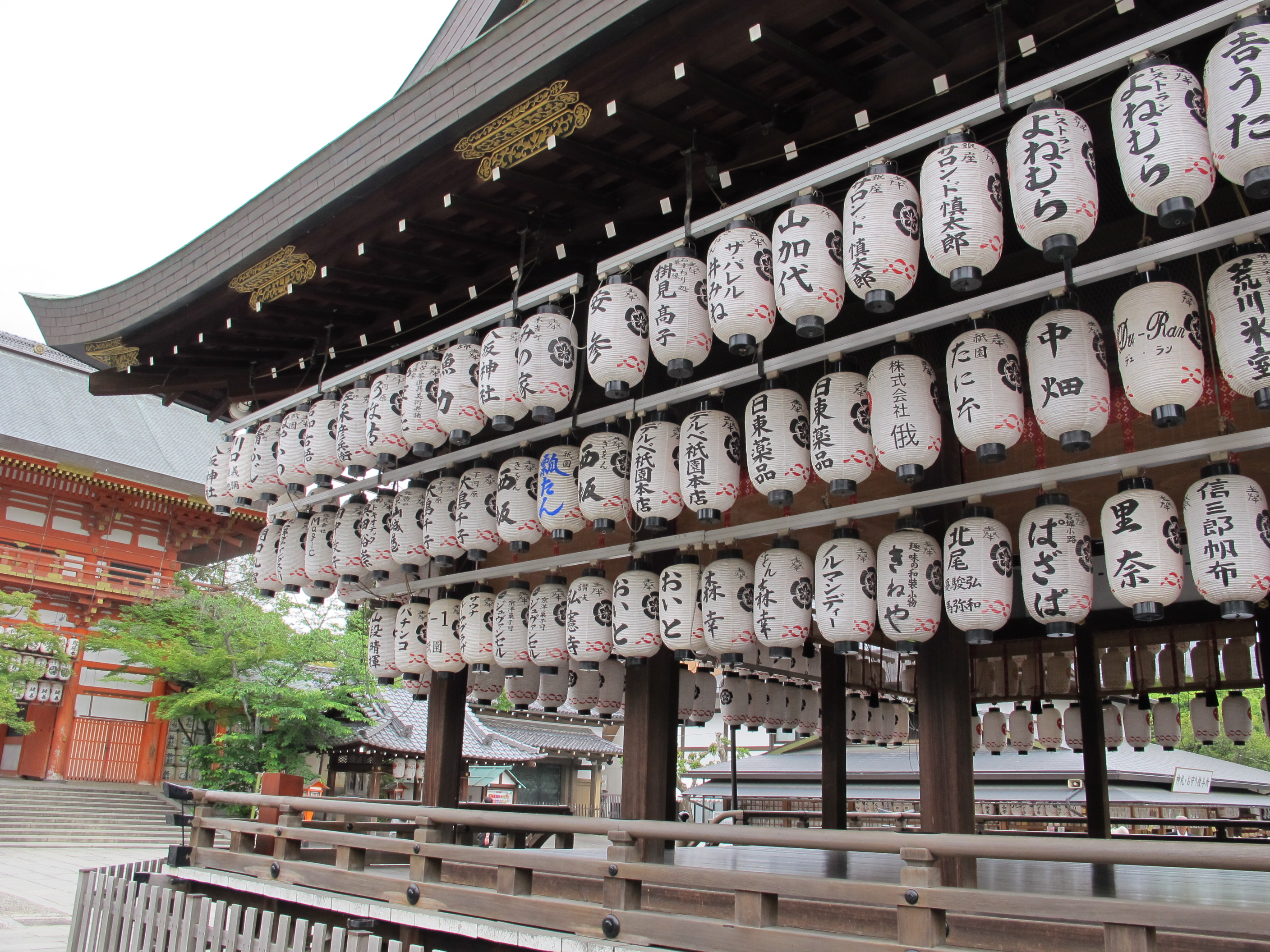
舞殿

## 祇園祭
約於西元869年(貞觀11年)，因傳染病流行，日本民眾向該寺神祇祈求平安，此活動廣為流傳被稱為祇園祭。祇園祭為日本三大祭典之一，每年7月1日開於為期一個月，活動舉辦期間有工藝精緻的花車、神轎（山鉾）與彩球遊行，為京都府的重要活動之一。
而整個祭典的最高潮是7月14日至17日的於京都市區遊行的「山鉾巡行」，場面壯觀每年吸引約數十萬人，京都的四条通會變成行人專行區，兩旁為攤位，隨處可見著浴衣的人。

## 祇園造及傳說
八坂神社的建築為具特色的「祇園造」，指的是其神殿及拜殿雖分兩棟，但有同一屋頂。
傳說祇園正殿下方有「龍穴」通往東寺、神泉院及龍宮，正殿東側美御前社前的泉氷有美容效果，祇園的西門樓就算下雨也不會有雨痕，也從未結過蜘蛛網。
相傳在祇園正殿入口，在東邊柱子拍手，西邊會有迴響，據說是畫在天花板上的龍正在低嘯『龍吼』，傳說舞殿東邊的『忠盛燈籠』相傳已有千年歷史。

## 名稱
原本稱作「祇園神社」、「祇園社」、「祇園感神院」，於明治維新時慶應4年（1868年）的神佛分離令後，改名「八坂神社」。

## 旅遊
在京都車站搭乘100號公車至祇園站下車，近八坂神社廣場的是京都春季最著名的賞櫻景點圓山公園。

## 關連項目
- 祇園祭
- 祇園